# Sobienie Murowane
Sobienie Murowane – część wsi Sobienie Szlacheckie w Polsce, położona w województwie mazowieckim, w powiecie otwockim, w gminie Sobienie-Jeziory.
W latach 1975–1998 Sobienie Murowane administracyjnie należały do województwa siedleckiego.